# Laton
Laton és una concentració de població designada pel cens dels Estats Units a l'estat de Califòrnia. Segons el cens del 2000 tenia 1.236 habitants.

## Demografia
Segons el cens del 2000, Laton tenia 1.236 habitants, 331 habitatges, i 285 famílies. La densitat de població era de 247,3 habitants/km².
Dels 331 habitatges en un 49,8% hi vivien nens de menys de 18 anys, en un 64,7% hi vivien parelles casades, en un 15,1% dones solteres, i en un 13,6% no eren unitats familiars. En el 10% dels habitatges hi vivien persones soles el 4,8% de les quals corresponia a persones de 65 anys o més que vivien soles. El nombre mitjà de persones vivint en cada habitatge era de 3,72 i el nombre mitjà de persones que vivien en cada família era de 3,96.
Per edats la població es repartia de la següent manera: un 35,9% tenia menys de 18 anys, un 11,7% entre 18 i 24, un 27,3% entre 25 i 44, un 18,1% de 45 a 60 i un 7% 65 anys o més.
L'edat mitjana era de 27 anys. Per cada 100 dones de 18 o més anys hi havia 98,5 homes.
La renda mitjana per habitatge era de 35.408 $ i la renda mitjana per família de 34.688 $. Els homes tenien una renda mitjana de 25.125 $ mentre que les dones 25.417 $. La renda per capita de la població era de 9.702 $. Entorn del 14,4% de les famílies i el 17,4% de la població estaven per davall del llindar de pobresa.

## Poblacions més properes
El següent diagrama mostra les poblacions més properes.